# Bàtiuixkovo
Bàtiuixkovo (en rus: Батюшково) és un poble de l'óblast de Vladímir, a Rússia, segons el cens del 2010 tenia 19 habitants. Pertany al districte municipal de Sóbinka.